# Cataplasma
Un  cataplasma  és un tractament tòpic de consistència tova i, normalment, calenta, que s'aplica amb diversos efectes medicinals, especialment quan els efectes són calmants, antiinflamatoris o emol·lients.
Fins a l'aparició dels antibiòtics, els cataplasmes van ser utilitzats com a remei casolà habitual contra els estats de congestió bronquial. Avui dia es consideren tractaments de tipus "alternatiu" o "naturista", encara que s'utilitzen de forma habitual en tractaments d'estètica.
També s'utilitzen els cataplasmes en un altre camp completament diferent: el tractament de materials.

## Forma de preparació
Tradicionalment els cataplasmes es feien amb una farina de lli, blat o altres cereals rics en fibra vegetal per aprofitar la qualitat d'absorció d'aquesta fibra. Aquesta farina es barrejava amb aigua calenta i el compost actiu (per exemple, mostassa). La pasta resultant, encara calent, es posava en contacte amb la ferida i després es cobria amb una peça d'arpillera o un material similar per finalment embenar la zona.
En bellesa és comú utilitzar argiles o fangs en comptes de farines vegetals. La forma de preparació és similar a la dels cataplasmes tradicionals, però actualment s'utilitzen tovalloles de lli en lloc d'arpilleres i no sempre s'apliquen en calent.

## Utilització en veterinària
els cataplasmes són un tractament comú per alleujar inflamacions en els cavalls. Normalment s'aplica a la part inferior de les potes usant una bena especial que focalitza el tractament en els tendons d'aquesta àrea especialment procliu a lesions dels tendons. De vegades, els cataplasmes s'apliquen com a simple mesura profilàctica després que el cavall hagi treballat fort, o després d'una carrera camp a través.

## Ús en el tractament de materials
els cataplasmes s'utilitzen amb diferents bases (sorra de diatomees, hidrogencarbonat de sodi, talc) per fer desaparèixer les taques persistents a diferents pedres poroses o teixits, com les taques d'oli o les produïdes pel contacte amb el metall.

## Nota
1. ↑   Farmacopea quirúrgica de Londres,: que contiene ademas de varios remedios adoptados en la práctica de los más insignes Cirujanos, todas las principales Recetas de los Hospitales de Inglaterra, 1815, p. 17– [Consulta: 1r juny 2011].